# Direzione centrale per i servizi antidroga
La Direzione centrale per i servizi antidroga (in sigla DCSA) è  l'ufficio nazionale attraverso il quale il Capo della polizia e direttore generale della pubblica sicurezza in base alle direttive ricevute dal ministro dell'interno assicura il coordinamento dei servizi di Polizia per la prevenzione e repressione del traffico di sostanze stupefacenti e psicotrope. È un organo interforze, costituito in maniera paritetica da personale della Polizia di Stato, dell'Arma dei Carabinieri e della Guardia di Finanza. La caratteristica componente interforze è sintetizzata nel motto della Direzione: "Trigemina vis, cor unum". È una delle Direzioni centrali che compongono il Dipartimento della pubblica sicurezza del Ministero dell'interno.
Dal 28 giugno 2025 è diretta dal Generale di Divisione dell'Arma dei Carabinieri Giuseppe Spina 

## Storia
La Direzione centrale per i servizi antidroga nasce con il d.m. 7 gennaio 1976 che costituisce  "l'Ufficio centrale di direzione e coordinamento dell'attività di polizia per la prevenzione e repressione del traffico illecito delle sostanze stupefacenti o psicotrope" in attuazione dell'articolo 7 della legge 685/75. Con decreto ministeriale in data 17 marzo 1976 l'ufficio assume la denominazione di Direzione antidroga (DAD). Successivamente, con decreto ministeriale del 14 marzo 1985 che recepisce i contenuti della legge 121/1981, l'ufficio assume il nome di Servizio centrale antidroga (SCA). Con la legge 15 gennaio 1991 n.16 viene decretata la soppressione del Servizio centrale antidroga e la contestuale istituzione della  Direzione centrale per i servizi antidroga (DCSA)  che ne assorbe compiti ed attribuzioni. Il quadro normativo si completa con il decreto interministeriale 15 giugno 1991 che ne determina l'articolazione interna e le funzioni.

## Attività
La DCSA, sulla base delle direttive impartite dal Capo della Polizia e Direttore generale della Pubblica Sicurezza:
- attua i compiti del ministro dell'interno in materia di coordinamento e pianificazione delle Forze di Polizia e di alta direzione dei servizi di polizia per la prevenzione e repressione del traffico illecito di sostanze stupefacenti; o psicotrope;
- mantiene e sviluppa, ai fini della necessaria cooperazione internazionale, i rapporti con i corrispondenti servizi delle polizie estere, avvalendosi anche dell'OIPC - INTERPOL, nonché con gli organi tecnici dei governi dei Paesi esteri operanti in Italia e con quelli internazionali interessati alla cooperazione nelle attività di polizia antidroga.

Inoltre, promuove, partecipa e contribuisce ad accordi internazionali multilaterali e bilaterali in tema di cooperazione nelle operazioni antidroga; esercita attività di consulenza tecnico-giuridica sugli atti normativi riguardanti il c.d. narcotraffico;  contribuisce alla formazione specifica in tema antidroga delle Forze di Polizia italiane ed estere; mantiene e sviluppa i rapporti con gli omologhi uffici esteri e le organizzazioni internazionali dedite al contrasto del narcotraffico; cura la raccolta ed il monitoraggio dei dati relativi al fenomeno droga in Italia; cura il monitoraggio ed il controllo sui c.d. precursori e sulle nuove sostanze psicotrope (NPS);  sviluppa e cura l'analisi strategica ed operativa dei dati;  gestisce la rete degli esperti antidroga all'estero; promuove e coordina le attività investigative sul territorio nazionale e all'estero; dispone, dirige e coordina tecnicamente le "operazioni speciali antidroga" previste dalla legge; fornisce assistenza alle rogatorie e alle altre attività di cooperazione giudiziaria internazionale nel settore di competenza

## Organizzazione
Alla direzione centrale è preposto, secondo un criterio di rotazione triennale, un dirigente generale della Polizia di Stato, un generale di divisione dell'Arma dei Carabinieri o un generale di divisione della Guardia di Finanza che abbia maturato specifica esperienza nel settore  Ai servizi sono preposti dirigenti superiori della Polizia di Stato e generali di brigata dei Carabinieri e della Guardia di Finanza; alle Divisioni sono preposti primi dirigenti della Polizia di Stato e colonnelli dei Carabinieri e della Guardia di Finanza.
La DCSA  si articola in tre "Servizi"  - ognuno dei quali è formato da due "Divisioni" -  e in un "Ufficio di programmazione e coordinamento generale";  secondo le indicazioni del Decreto Interministeriale (Interno e Tesoro) del 15 giugno 1991 emanato al fine di procedere alla determinazione del numero e delle competenze degli uffici, dei Servizi e delle Divisioni in cui si articola la Direzione, le competenze degli Uffici di cui sopra sono le seguenti:
Servizio I - Affari generali ed internazionali
Divisione I: Affari generali - Consulenze tecnico-giuridiche e istruttorie degli atti di sindacato ispettivo parlamentare - Promozione di corsi di qualificazione e aggiornamento antidroga interforze per operatori delle forze di Polizia - Problematiche generali in materia di traffico illecito di droga e di abuso di sostanze stupefacenti e psicotrope - Rapporti di cooperazione con organismi stranieri per la prevenzione e repressione del traffico illecito di droga in raccordo con l'Ufficio per il Coordinamento e la Pianificazione delle Forze di Polizia - Collegamenti con i servizi antidroga esteri e con l'OIPC - Interpol.
Divisione II: Impiego automezzi e gestione mezzi speciali per le operazioni antidroga - Mezzi tecnici e telecomunicazioni per operazioni speciali - Dotazioni per gli uffici antidroga all'estero - Impiego di beni sequestrati in operazioni antidroga - Affari relativi all'impiego del personale assegnato alla Direzione centrale e agli Uffici antidroga all'estero - Segreteria di sicurezza - Traduttori ed interpreti -  Predisposizione atti in materia contabile e di ragioneria
Servizio II - Studi, ricerche ed informazioni
Divisione I: Studi, ricerche, analisi per la prevenzione e repressione del traffico illecito di droga, anche a livello internazionale, sulle persone e sulle organizzazioni implicate - Controllo del commercio di precursori e prodotti chimici di base - Collegamenti fra traffico illecito di droga e altre forme di criminalità: rapporti con la Direzione Centrale della Polizia Criminale e con i competenti Uffici e Comandi delle Forze di Polizia.
Divisione II: Raccolta, coordinamento, elaborazione ed archiviazione nel C.E.D.  Interforze delle informazioni e dei dati riguardanti la produzione e traffico illecito di droga - Collegamento attraverso il TAI (trattamento automatico delle informazioni)  con il CED Interforze per l'accesso alle banche dati italiane ed estere nelle materie di specifico interesse - Gestione informatizzata dei dati concernenti analisi chimiche di campioni di droghe e successiva memorizzazione degli stessi nel CED interforze - Memorizzazione ed elaborazione dei dati statistici secondo i programmi concordati con l'Ufficio per il Coordinamento e la Pianificazione delle Forze di Polizia - Archivio generale, biblioteca specializzata, pubblicazioni
Servizio III - Operazioni antidroga
Divisione I: Promozione e coordinamento delle attività investigative sul territorio nazionale e all'estero - Disposizione, direzione e coordinamento delle operazioni speciali antidroga previste dalla legge - Rapporti operativi con gli uffici o comandi delle forze di Polizia, con gli Uffici dell'OIPC - Interpol e con le competenti strutture delle Polizie straniere - Assistenza alle rogatorie e ad altre attività di cooperazione giudiziaria internazionale nel settore di competenza.
Divisione II: Affari concernenti la cooperazione e l'assistenza tecnico-operativa a livello bilaterale e multilaterale, con gli organi di polizia dei Paesi interessati -  Coordinamento dell'attività degli uffici antidroga presso le rappresentanze diplomatiche all'estero e con gli ufficiali di collegamento antidroga italiani e stranieri - Rapporti con le amministrazioni doganali e con il Consiglio di cooperazione doganale
Ufficio di programmazione e coordinamento generale
Collaborazione con i competenti uffici del Dipartimento della pubblica sicurezza e delle altre Direzioni generali per la predisposizione unitaria delle linee di intervento del Ministero dell'Interno in materia di lotta alla droga e prevenzione delle tossicodipendenze - Raccordo delle attività di competenza della Direzione centrale con quelle dell'Osservatorio permanente istituito presso il Ministero dell'interno e con quelle delle prefetture -  Rapporti con altre amministrazioni dello Stato, con enti pubblici e con associazioni in materia di prevenzione delle tossicodipendenze - Predisposizione e verifica dei programmi di potenziamento delle dotazioni e dell'attività della Direzione centrale e degli operatori all'estero

### Uffici esteri

Paesi in cui è presente almeno un ufficio, Italia, Nessun ufficio

I paesi esteri nei quali sono presenti degli uffici sono:

#### Europa
- Austria, esperto per la sicurezza presso le organizzazioni internazionali in Vienna

- Portogallo, ufficiale di collegamento a Lisbona

- Spagna, uffici DCSA a Barcellona e Madrid

#### Nord America
- Canada, ufficio DCSA a Ottawa
- Messico, ufficio DCSA a Città del Messico
- Rep. Dominicana ufficio DCSA a Santo Domingo

#### Sud America
- Argentina, ufficio DCSA a Buenos Aires
- Brasile, ufficio DCSA a Brasilia
- Colombia, ufficio DCSA a Bogotà
- Perù, ufficio DCSA a Lima

#### Africa
- Costa d'Avorio, ufficio DCSA ad Abidjan
- Kenya, ufficio DCSA a Nairobi
- Marocco, ufficio DCSA a Rabat
- Sudafrica, ufficio DCSA a Pretoria

#### Asia
- Cina, ufficio DCSA a Pechino
- Iran, ufficio DCSA a Teheran
- Turchia, ufficio DCSA ad Istanbul
- Uzbekistan, ufficio DCSA a Tashkent